# Aleksej Drozdov
Aleksej Vasilevitsj Drozdov (Russisch: Алексей Васильевич Дроздов) (Klintsy, 3 december 1983) is een Russische meerkamper. Hij nam eenmaal deel aan de Olympische Spelen, maar won bij die gelegenheid geen medailles.

## Loopbaan
Zijn eerste internationale succes boekte Drozdov in 2005 door Europees kampioen onder 23 jaar op de tienkamp te worden. Het jaar erop won hij bij de Europese kampioenschappen in Göteborg een bronzen medaille. Met een puntentotaal van 8350 eindigde hij achter de Tsjech Roman Šebrle (goud; 8526) en de Hongaarse Attila Zsivoczky (zilver; 8356).
In 2007 viste Aleksej Drozdov met een vierde plaats op het wereldkampioenschappen in Osaka voor wat betreft de verdeling van het eremetaal net achter het net. Wel kon hij als troostprijs een persoonlijk record van 8475 punten mee naar huis nemen. Op de Olympische Spelen van 2008 in Peking werd hij twaalfde met 8154 punten.
Bij de Europese indoorkampioenschappen van 2009 in Turijn greep hij opnieuw net naast de medailles. Met een totaal van 6101 punten kwam hij op de zevenkamp 41 punten te kort om ten minste op dezelfde hoogte te finishen als de als derde eindigende Roman Šebrle. De titel ging met 6362 punten naar de ongenaakbare Est Mikk Pahapill, die de als tweede eindigende Oekraïner Oleksij Kasjanov (6205 p) bijna 160 punten voorbleef.
Drozdov is aangesloten bij het Russische leger in Briansk.

## Titels
- Russisch indoorkampioen zevenkamp - 2006
- Russisch kampioen tienkamp - 2005
- Europees kampioen U23 tienkamp - 2005

## Persoonlijke records
Outdoor
| Onderdeel            | Prestatie | Datum            | Plaats   |
| -------------------- | --------- | ---------------- | -------- |
| 100 m                | 10,97 s   | 31 augustus 2007 | Osaka    |
| 400 m                | 50,00 s   | 31 augustus 2007 | Osaka    |
| 1500 m               | 4.32,93   | 11 augustus 2006 | Göteborg |
| 110 m horden         | 14,74 s   | 11 augustus 2006 | Göteborg |
| hoogspringen         | 2,14 m    | 27 augustus 2011 | Daegu    |
| polsstokhoogspringen | 5,10 m    | 22 augustus 2008 | Peking   |
| verspringen          | 7,78 m    | 31 mei 2008      | Götzis   |
| kogelstoten          | 16,61 m   | 10 augustus 2006 | Göteborg |
| discuswerpen         | 51,68 m   | 15 juni 2005     | Toela    |
| speerwerpen          | 68,97 m   | 27 mei 2007      | Götzis   |
| tienkamp             | 8475 p    | 1 september 2007 | Osaka    |

Indoor
| Onderdeel            | Prestatie | Datum           | Plaats |
| -------------------- | --------- | --------------- | ------ |
| 60 m                 | 6,94 s    | 4 februari 2006 | Moskou |
| 1000 m               | 2.43,17   | 6 maart 2005    | Madrid |
| 60 m horden          | 8,19 s    | 5 februari 2006 | Moskou |
| hoogspringen         | 2,15 m    | 2 februari 2010 | Penza  |
| polsstokhoogspringen | 5,20 m    | 3 februari 2010 | Penza  |
| verspringen          | 7,58 m    | 14 januari 2006 | Moskou |
| kogelstoten          | 17,17 m   | 12 maart 2010   | Doha   |
| zevenkamp            | 6300 p    | 3 februari 2010 | Penza  |

## Palmares

### zevenkamp
- 2005: 6e EK indoor - 5939 p
- 2006: 5e WK indoor - 6052 p
- 2007: 7e EK indoor - DNF
- 2009: 4e EK indoor - 6101 p
- 2010:  WK indoor - 6141 p

### tienkamp
- 2005:  EK U23 - 8196 p
- 2005: 10e WK - 8038 p
- 2006:  EK - 8350 p
- 2007: 4e WK - 8475 p
- 2007:  IAAF World Combined Events Challenge - 24972 p
- 2008: 12e OS - 8154 p
- 2010: 7e EK - 8029 p
- 2011: 4e WK - 8313 p